# 西科爾斯基冰川 (埃爾斯沃思地)
71°49′S 98°24′W / 71.817°S 98.400°W
西科爾斯基冰川（英語：Sikorski Glacier），是南極洲的冰川，位於埃爾斯沃思地的諾維爾半島東北部，最終注入別林斯高晉海，根據美國海軍的空中照片被繪入地圖。